# 박명환 (1938년)
박명환(朴明煥, 1938년 4월 13일~2025년 3월 4일)은 대한민국의 정치인으로, 제14·15·16대 국회의원을 지냈다.

## 학력
- 서울공덕국민학교 졸업
- 숭문중학교 졸업
- 경복고등학교 졸업
- 고려대학교 정경대학 정치외교학 학사

## 역대 선거 결과
|  | 35.2% |

|  | 29.48% |

|  | 40.66% |

|  | 40.79% |

|  | 47.58% |

## 소속 정당
| 소속 정당 | 소속 정당  | 소속 기간 | 비고                |
| --------- | ---------- | --------- | ------------------- |
|           | 민주정의당 | 1988~1990 | 정계 입문           |
|           | 민주자유당 | 1990~1995 | 합당                |
|           | 신한국당   | 1995~1997 | 당명 변경           |
|           | 한나라당   | 1997~2004 | 합당                |
|           | 무소속     | 2004~2025 | 탈당 정계 은퇴 사망 |

## 같이 보기
- 마포구 갑
- 서울 마포구의 국회의원

## 저서
- 박명환 (1991). 《백두의 흙을 한라에 묻고》 (PDF). 국회전자도서관 초판. "[서울 본관] 의원열람실(도서관), [서울 본관] 서고(열람신청 후 1층 대출대), [부산관] 서고(열람신청 후 2층 주제자료실)": 도서출판 생명나무 (1991년 11월 20일에 출판됨). 2023년 7월 8일에 확인함.

## 가족 관계
- 딸: 박연신
- 동생: 박정환